# VIM航空
VIM航空（VIMこうくう、英語: VIM Airlines）、法人名はVIMアヴィア（ロシア語: ВИМ-Авиа、英語: VIM Avia）は、かつてロシア・モスクワに本拠地を置いていた航空会社。ドモジェドヴォ空港（モスクワ）を発着する国際定期便・チャーター便や旅客・貨物便を運航したり、ウェット・リースを行ったりしていた。

## 歴史
VIM航空はヴィクトル・イヴァノヴィチ・メルクーロフ (Viktor Ivanovich Merkulov) により設立され、2000年に運航を開始した。同社は2004年末にはチタアヴィアとアエロブラーツクを、続いて2005年にはロシアン・スカイ航空を買収した。また2004年には、新しい株主がボーイング757-200を12機購入しチャーター市場に参入したため市場を揺るがした（初めてこの機種を使用したロシアの航空会社であった）。
2017年7月、モスクワで開催されたMAKSでイルクート MS-21-300を15機リースする基本合意書に署名したと発表された。リース機にどのエンジンを搭載するかは選定中であった。2021年から2024年の間に納入される予定である。
2017年9月28日、社員による横領事件の一環として、CEOの Alexander Cochnev と会計主任の Yekaterina Panteleyeva が逮捕された。
ロシア連邦捜査委員会がVIM航空に対する刑事訴訟を起こした後、2017年9月末、VIM航空はトルコとベルギーの空港で機材を差し押さえられ、一部路線の運航を休止せざるをえなくなった。拠点のドモジェドヴォ空港を発着する全便も運航が停止された。捜査は継続中である。2017年9月中にチャーター便の運航を停止しており、同年10月16日には定期便の運航も停止した。しかし、世界青年学生祭典の参加者を輸送するため、航空運送事業許可は取り消されなかった。10月30日、VIM航空の航空運送事業許可が停止された。

## 就航都市
VIM航空は以下の都市・空港へ向かう定期便を運航している（2014年6月時点） 。その大半はドモジェドヴォ空港からの直行便である。

### 中央アジア
キルギス
- オシ - オシ空港

 タジキスタン
- ドゥシャンベ - ドゥシャンベ空港
- ホジェンド - ホジェンド空港
- クルガンテッパ - クルガンテッパ国際空港 [11]

 ウズベキスタン
- アンディジャン - アンディジャン空港
- フェルガナ - フェルガナ国際空港
- ナマンガン - ナマンガン空港
- カルシ - カルシ空港
- サマルカンド - サマルカンド国際空港
- テルメズ - テルメズ空港

### 西アジア
アルメニア
- ギュムリ - シラク空港
- エレバン - ズヴァルトノッツ国際空港[12]

 アゼルバイジャン
- ギャンジャ - ギャンジャ国際空港
- レンコラン - レンコラン国際空港
- カバラ - カバラ空港[13]

 イスラエル
- エイラート - オブダ空港

 アラブ首長国連邦
- ドバイ - アール・マクトゥーム国際空港 [チャーター便]

### ヨーロッパ
ギリシャ
- テッサロニキ - マケドニア空港

 イタリア
- カターニア - カターニア＝フォンターナロッサ空港
- ナポリ - ナポリ空港
- リミニ - フェデリコ・フェリーニ空港

 モルドバ
- キシナウ - キシナウ国際空港

 モンテネグロ
- ティヴァト - ティヴァト空港

 ウクライナ
- シンフェロポリ - シンフェローポリ国際空港

 ロシア
- アナディリ - ウゴリヌイ空港[14]
- バルナウル - バルナウル空港
- ブラゴヴェシチェンスク - イグナチェヴォ空港[15]
- ブラーツク - ブラーツク空港
- チタ - カダラ空港（ブラーツク空港経由）
- エカテリンブルク - コルツォヴォ国際空港
- ゲレンジーク - ゲレンジーク空港
- ハバロフスク - ハバロフスク空港
- コムソモリスク・ナ・アムーレ - コムソモリスク・ナ・アムーレ空港[15]
- クラスノダール - クラスノダール国際空港
- マガダン - ソコル空港
- マハチカラ - ウイタシ空港
- モスクワ - ドモジェドヴォ空港 - 本拠地
- ノヴォシビルスク - トルマチョーヴォ空港
- オムスク - オムスク中央空港
- ペトロパブロフスク・カムチャツキー - エリゾヴォ空港
- ソチ - ソチ国際空港
- サンクトペテルブルク - プルコヴォ空港

 スペイン
- アリカンテ - アリカンテ＝エルチェ空港
- バルセロナ - エル・プラット空港
- マラガ - マラガ＝コスタ・デル・ソル空港
- テネリフェ島 - テネリフェ・スール空港
- グラン・カナリア島 - グラン・カナリア空港

 スイス
- バーゼル - ユーロエアポート・バーゼル＝ミュールーズ空港

 フランス
- シャンベリ - シャンベリ空港

## 保有機材

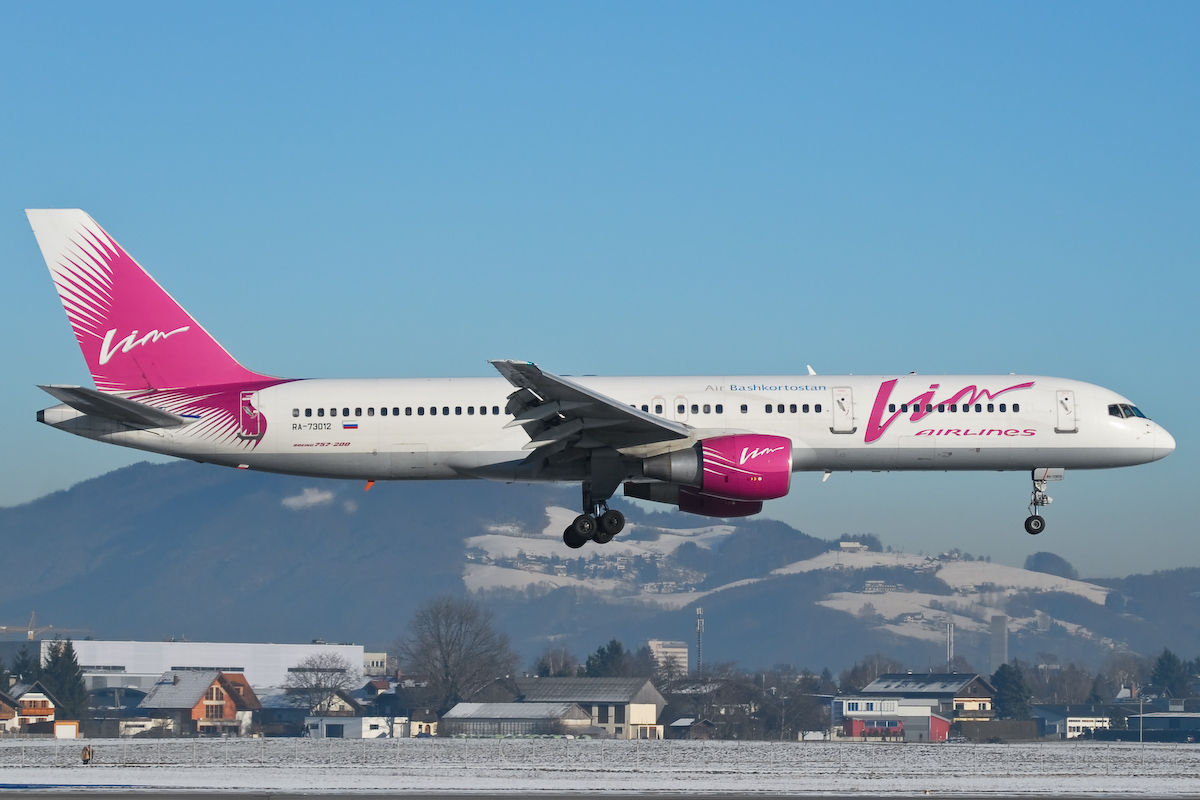
ザルツブルク空港に着陸進入するVIM航空のボーイング757-200（2007年撮影)

### 現役機材
2014年6月時点でVIM航空の機材はエアバスA319とボーイング757-200で構成されており、平均使用年数は17.7年である。
| 機種                         | 保有数 | 発注数 | 計画 | オプション | 座席数 | 座席数 | 座席数 | 座席数 | 備考                                                 |
| 機種                         | 保有数 | 発注数 | 計画 | オプション | C      | PY     | Y      | 合計   | 備考                                                 |
| ---------------------------- | ------ | ------ | ---- | ---------- | ------ | ------ | ------ | ------ | ---------------------------------------------------- |
| エアバスA319-100             | 4      | —      | 0    | —          | 0      | 0      | 150    | 150    | Ansett Worldwide Aviation Services (AWAS) からリース |
| ボーイング757-200            | 9      | —      | —    | —          | 0      | 220    | 220    | 220    | 柔軟な座席配置 うち2機は保管                         |
| ボンバルディア CS300シリーズ | —      | 5      | —    | 10         | TBA    | TBA    | TBA    | TBA    | Ilyushin Finance Co.からリース予定                   |
| Tu-204SM                     | —      | 5      | —    | 5          | TBA    | TBA    | TBA    | TBA    | Ilyushin Finance Co.からリース予定                   |
| 合計                         | 13     | 10     | 0    | 15         |        |        |        |        |                                                      |

VIM航空はボーイング717-200をリースすることも計画したが、断念している。

### 退役した機材
- Il-62M 2機
- Tu-154 2機
- Yak-42 4機

出典: planespotters.net